# Marie-Sophie L.
Marie-Sophie L., de son vrai nom Marie-Sophie Pochat, est une actrice et cuisinière crudivoriste française, née le 14 février 1963 à Poissy.

## Biographie

### Comédienne
Après avoir débuté au théâtre en 1984, Marie-Sophie Pochat tient l'année suivante son premier rôle au cinéma dans Partir, revenir, de Claude Lelouch, qu'elle épouse. Elle prend alors le nom de Marie-Sophie L., initiale qui correspond à « Lelouch ». Elle apparaît ensuite en vedette dans tous les films de Claude Lelouch de 1986 à 1993 ;  elle tient notamment le rôle de la fille du personnage joué par Jean-Paul Belmondo dans Itinéraire d'un enfant gâté. Son dernier film avec Lelouch est Tout ça… pour ça !, dont le tournage coïncide avec leur séparation. À partir de 1994, elle apparaît également à la télévision. Après sa rupture avec Claude Lelouch, elle met sa carrière d'actrice entre parenthèses pendant quelques années, puis recommence à tourner en 2001. Après avoir utilisé un temps le nom de « Marie-Sophie L. Berthier », elle reprend alors son premier nom de scène qui est celui sous lequel le public l'identifie. En 2006, elle tient un rôle récurrent dans la troisième saison de Plus belle la vie.

### Chef d'entreprise et cuisinière

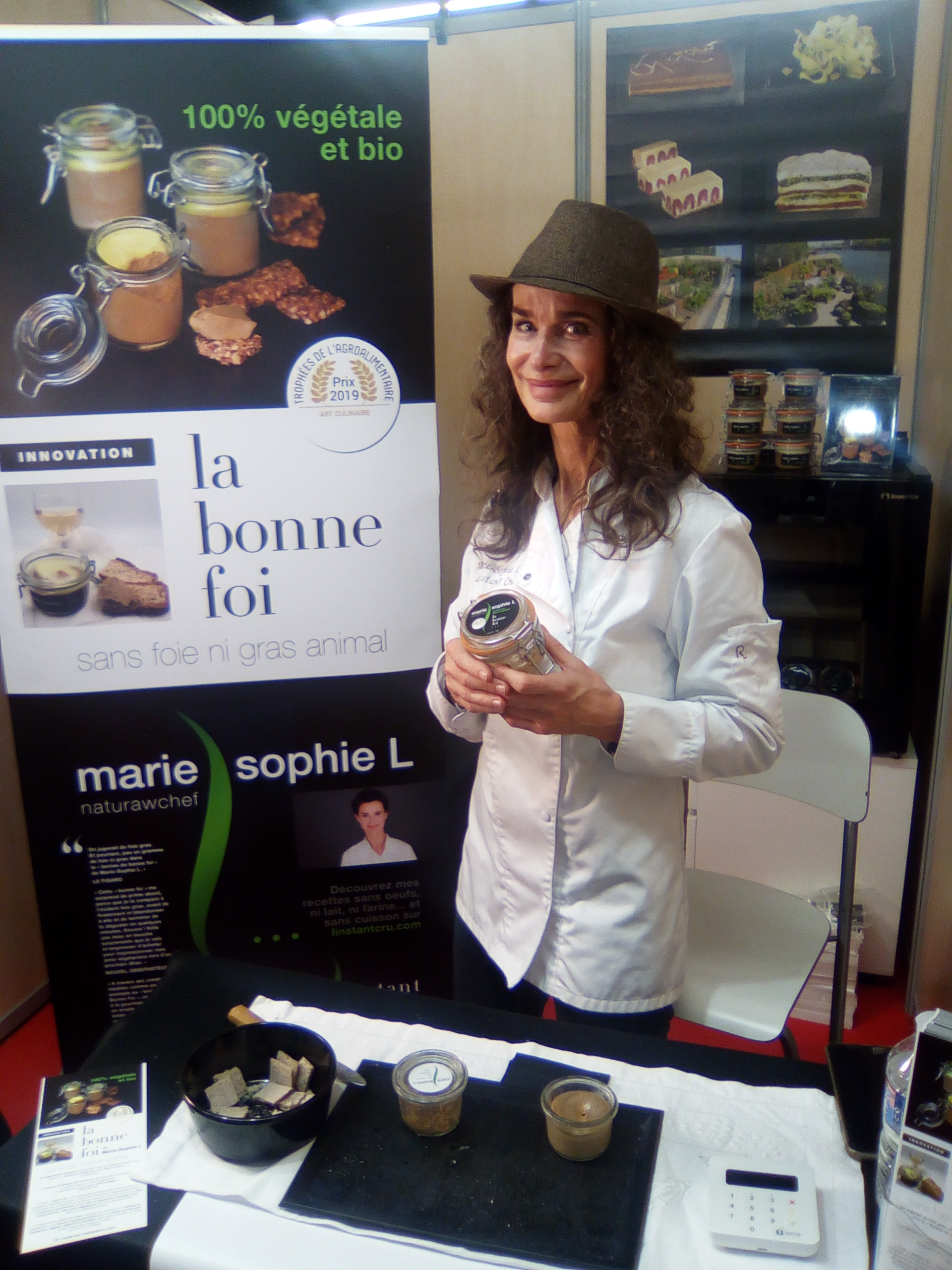
Marie-Sophie L. présente sa terrine « la bonne foi » sur un salon alimentaire, en 2018.

Elle découvre le mouvement Raw Food à l'occasion d'un séjour en Californie, et se forme au Living Light Culinary Arts Institute à Fort Bragg, près de San Francisco,. De retour en France, elle crée L'instant Cru en 2013, en s'appuyant sur un site internet qui diffuse des vidéos, recettes et cours en ligne. Elle lance ensuite ses propres produits alimentaires, devenant l'une des principales ambassadrices du manger cru en France.
Elle est notamment la créatrice d'un substitut végétalien au foie gras, la « bonne foi », une terrine végétale et crue à base de noix de cajou, de champignons, de miso, d'huile de coco et d'épices,.
En 2015, elle fait paraître un livre de cuisine, « L'instant cru » et en 2018 L'alimentation crue, aux éditions Albin Michel.
Elle est également vidéaste web / vlogeuse et anime une chaîne YouTube, l'instant cru, qui compte plus de 22 000 abonnés en février 2021.

### Vie privée
Elle a été l'épouse de Claude Lelouch, avec qui elle eut trois enfants : Sabaya (née en 1987), Sachka (né en 1989) et Shaya (née en 1992). 
Elle est la mère d'un autre enfant, Maïté, né en 1997.

## Filmographie

### Cinéma
- 1985 : Partir, revenir de Claude Lelouch
- 1986 : Un homme et une femme : Vingt ans déjà de Claude Lelouch : Marie-Sophie
- 1986 : Attention bandits ! de Claude Lelouch : la princesse
- 1988 : Itinéraire d'un enfant gâté de Claude Lelouch : Victoria Lion
- 1989 : Il y a des jours... et des lunes de Claude Lelouch : Sophie
- 1992 : La Belle Histoire de Claude Lelouch : Marie
- 1993 : Tout ça… pour ça ! de Claude Lelouch : Marie Lenormand
- 1996 : XY de Jean-Paul Lilienfeld : Juliette
- 2001 : Reines d'un jour de Marion Vernoux : Patricia Shermann
- 2003 : 18 Ans après de Coline Serreau : Barbara
- 2006 : Pardonnez-moi de Maïwenn : la psy
- 2009 : Streamfield, les carnets noirs de Jean-Luc Miesch : Patricia Morlais
- 2010 : Haut Perchée de Sébastien Spelle (court-métrage) : L'infirmière en chef

### Télévision

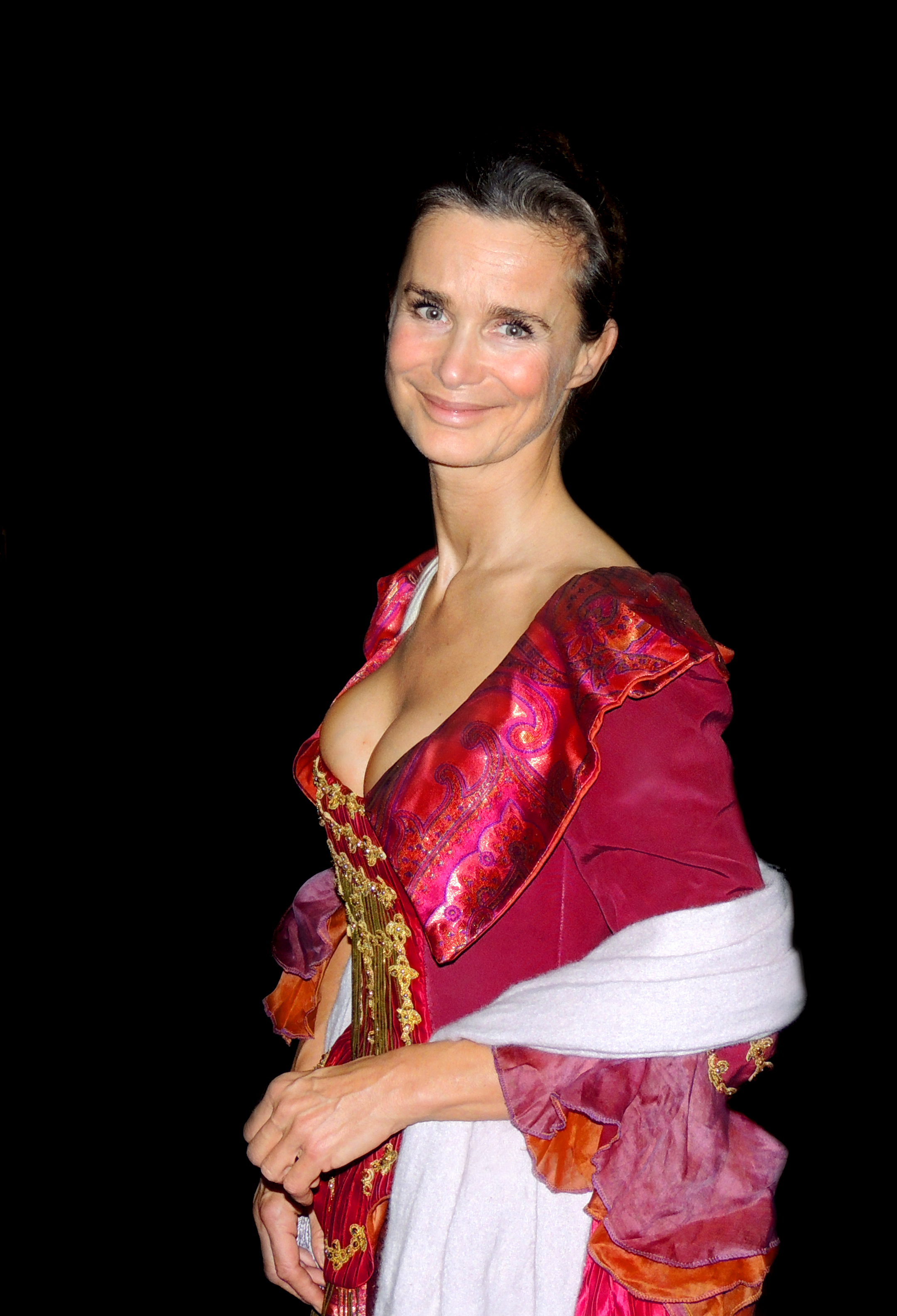
Marie Sophie L. en 2013 au 1er festival du film historique de Waterloo.

- 1994 : Passé sous silence d'Igaal Niddam : Cécile Arnoux
- 1994 : Match d'Yves Amoureux : Marie Roc
- 1995 : Le Parasite de Patrick Dewolf : Marion
- 2004 : La Crim', épisode Meurtre sous influence de Dominique Guillo : Lorraine Baillard
- 2005 : Sauveur Giordano, épisode L'Envers du décor de Klaus Biedermann : Anne Nancel
- 2005 : Fête de famille (6 épisodes) de Lorenzo Gabriele : Florence
- 2006 : Plus belle la vie, feuilleton télévisé, (41 épisodes) : Sophie Libourne et Hélène Cantorel
- 2007 : Greco de Philippe Setbon, épisode Corps et âme : Lucille
- 2010 : Profilage, épisode Comme sa mère d'Éric Summer : Françoise Mirmont
- 2011 : Victoire Bonnot, épisode Les masques tombent de Philippe Dajoux : Mère Dorian
- 2011 : À la maison pour Noël de Christian Merret-Palmair : Julie, la femme de Jeff

## Théâtre
- 1984 : Gigi de Colette, mise en scène Jean Meyer, Théâtre des Célestins
- 1985 : Gigi de Colette, mise en scène Jean Meyer, Théâtre des Nouveautés
- 2003-2004 : La Vie de chantier de Dany Boon, Théâtre du Gymnase Marie-Bell
- 2005 : Les Mots et la Chose de et avec Jean Claude Carrière, Théâtre de la Gaîté-Montparnasse
- 2005 : Les Héritiers d'Alain Krief, mise en scène Jean-Pierre Dravel et Olivier Macé, Théâtre Rive gauche
- 2007 : Les Amazones, trois ans après de Jean-Marie Chevret, mise en scène Jean-Pierre Dravel et Olivier Macé, Théâtre de la Renaissance